# Pla Fouchet
El Pla Fouchet és un projecte polític europeu. Va ser desenvolupat per un comitè intergovernamental presidit per Christian Fouchet el 1961. El treball de la Comissió va presentar una primera versió el 2 de novembre 1961, i una segona al gener de 1962.

## Context
L'execució d'aquest pla es va realitzar efectivament a un entorn turbulent per a la Comunitat Europea. De fet, era un moment en què la Guerra Freda s'havia intensificat. Tanmateix, De Gaulle va ser un ferotge opositor del federalisme europeu. Va concebre Europa com una organització internacional, els deures de la qual incloïen mantenir la seva autonomia enfront de les dues grans potències d'aquest moment els Estats Units i la Unió Soviètica.

## Història
Des del fracàs de la Comunitat Europea de Defensa (CED) el 1954, la Comunitat Europea havia reviscut el procés de construcció institucional d'Europa a través dels Tractats de Roma de 1957, que va instituir la Comunitat Econòmica Europea (CEE) i la Comunitat Europea de l'Energia Atòmica (CEEA). Tanmateix, estàs dues comunitats es van mantenir enfocades a l'economia, i no van abordar frontalment el tema de l'Europa política -sense posada comuna de la sobirania o de la institució de la Comunitat-.
Aquesta qüestió va ser objecte d'un desacord entre, d'una banda, França, a favor d'una senzilla cooperació intergovernamental, i d'altra banda, els altres cinc països membres de la CEE, favorables a la concessió de competències de tipus polític a l'Europa comunitària.
Per això van decidir els Caps d'Estat o de Govern dels Sis establir una comissió intergovernamental per estudiar els problemes relatius a la cooperació política europea a la Cimera Europea de París –10 i 11 de febrer 1961–. Aquest objectiu va ser reiterat a la Cimera Europea de Bonn al juliol de 1961. La Declaració de Bonn va precisar que aquest projecte era donar «forma a la voluntat de la unió política, ja implícita als tractats constitutius de les Comunitats Europees». El primer Pla Fouchet es va presentar el 2 de novembre 1961, i després enfront de la reticència dels membres de la comunitat europea, un segon va ser introduït el gener de 1962.
El projecte, que no s'ajustava als països de la CEE diferents de França, amb el temps va ser desatès. El Tractat de l'Elisi va ser una mesura provisional d'aquest pla mitjançant l'adopció de les disposicions principals, però limitat a dos països Alemanya i França.

## Contingut
Entre juliol i setembre de 1960, Charles de Gaulle va parlar amb tots els seus socis europeus de la qüestió de l'organització política d'Europa. Aquesta iniciativa va ser l'origen al febrer de 1961 de la creació per part dels Sis, d'una comissió d'estudis, presidida pel gaullista Christian Fouchet («Comitè Fouchet»), la funció del qual era presentar les propostes per donar un «caràcter legal per a la unió dels pobles» –conferència de Bonn 18 de juliol, 1961–. De fet, solament França va presentar un projecte públicament estructurat de la unió política.
El primer Pla Fouchet distingia les competències de la Comunitat Europea i les de la futura unió política. Es va determinar l'establiment de la cooperació entre els Estats membres en matèria de política estrangera i de defensa, de ciència, de cultura i de protecció dels drets humans.
El pla Fouchet, tanmateix, va tenir la seva ruptura final entre França i els seus socis europeus, el 17 d'abril de 1962 pel seu rebuig al voltant de tres punts: 
1. ) la referència a l'OTAN, rebutjat per França;
2. ) la reorganització de les institucions. La primera versió del Pla Fouchet establia que la revisió del Tractat de la Unió Europea hauria de tenir com a objectiu una centralització de les institucions de les existents dintre de les comunitats de la Unió Europea. Però la segona versió del Pla Fouchet ja no parla de centralització dins de la Unió, sinó de la cooperació entre les institucions de les Comunitats Europees i la Unió Europea. A la tercera versió del Pla Fouchet, el General de Gaulle també proposa altres dos canvis. D'un costat diu que els objectius de la Unió (la política exterior, la política de defensa, la política cultural i científica) la política econòmica, com les àrees d'acció clau de la Comunitats europees existents. I d'altra banda, suprimeix a l'article 17, sobre la reorganització de les institucions de la UE, amb la frase «de conformitat amb les estructures previstes als Tractats de París i de Roma constitutives de les Comunitats Europees»;
3. ) la candidatura de Gran Bretanya. Problema resumit per Paul-Henri Spaak, «si vostè no vol la integració, aleshores li falta Gran Bretanya i si vostè no vol Gran Bretanya, aleshores li falta la integració. Necessitem una o l'altra. Nosaltres no podem estar sense integració ni sense Gran Bretanya».